# Qtractor
Qtractor est une station audionumérique d'édition non-linéaire et non-destructive, en logiciel libre, pour Linux, dont l'interface est basée sur le toolkit, Qt.
Il peut utiliser les API ALSA et JACK pour la gestion du processeur sonore.
Il supporte les greffons au format LADSPA, DSSI, VSTi natif et LV2.
Qtractor supporte les formats audio OGG (via libvorbis), MP3 (via libmad, lecture seule), WAV, FLAC, AIFF, ainsi que tous les formats supportés par libsndfile.
Qtractor gère les boucles, et l'import export de pistes audio et MIDI.